# 加麥基
加麥基（英語：Gamygyn），为所羅門王72柱魔神中排第4位的魔神，別名「加米基」（Gamigin）、「薩密基那」（Samigina）。率領地獄30支師團的侯爵。同時，也是名精通禮儀教養學、藝術性的惡魔。召喚者亦都可以借重其力量，學習那豐富的禮儀教養學，且精通回魂術和降靈術，形象是馬或騾子，能透過已故者的靈魂(罪人者)，取得所需要的情報。他也會變成人形。用粗糙低沉的聲音發言。他的亡者召喚術，總結一句說話就是『降靈術』。但是力量的效果，則會因術者的能力，而有所影響。這一點，與同為72惡魔之一的毛莫(Murmur，所羅門七十二柱魔神中的第54位)的能力性質十分近似。同樣地魔術書《Lemegeton》與《偽以諾書》也是再三地同樣強調著他的靈媒性質。可知他與亡者的關連性十分強(能夠自由地呼喚、使役亡者之靈魂)。把進行這項魔術儀式的護符，放入枕頭下睡眠，可能會在夢中會見亡者。在《偽以諾書》曾經記載著一幕，與亡者之靈相關的事件，呼喚著溺死者的靈魂，回答其質問。

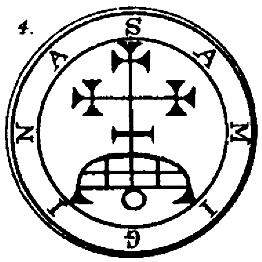
加麥基的印記